# 学園祭学園 青木佑磨のザ・ゴールデン・ゴールド・ゴー・ゴー
『学園祭学園 青木佑磨のザ・ゴールデン・ゴールド・ゴー・ゴー』（がくえんさいがくえん あおきゆうまのざ・ごーるでん・ごーるど・ごー・ごー）は2021年4月9日から2025年3月28日まで超!A&G+およびニコニコ生放送で配信されていたインターネットラジオ番組である。

## 番組概要
「学園祭学園 青木佑磨が月曜から仕事に学校にと頑張ってきた皆さんに金ピカな金曜の夜をお届けする」というコンセプトで立ち上げられた生放送番組であり、青木佑磨にとっては芸歴5年目にして初の冠番組となる。
毎週アーティスト活動をしている声優や、アニメ関連の曲を主に歌う歌手を中心にゲストを迎えてトークを行う。
青木は月に一度別レギュラー番組の「鷲崎健のアコギFUN!クラブ」（金曜20時からの生放送）に出演するため、2023年3月まで該当日は代役がパーソナリティーを務め、その際の番組タイトルの冠部分はパーソナリティーに応じた名称となっていた。
2023年4月以降は番組が隔週更新に変更され更新週は生放送、それ以外の週が前週のリピート放送に変更されている。
また、更新頻度変更に伴い定期的な代役パーソナリティーの登場もなくなった。これ以降に青木のスケジュールに重複が発生した場合は番組の更新週を変更することで対応している。
おおまかな番組の流れは、一人でのフリートーク　→　ゲストパート　→　番組コーナー　→　エンディング、となっている。超!A&G+ではエンディングで放送終了となるが、ニコニコ生放送ではチャンネル会員向けに約30分間ゲストとのアフタートーク（おまけ放送）が行われる。
2025年3月末の超!A&G+配信サービス終了に伴い、当番組も2025年3月28日をもって配信を終了した。最終回は、RadioGiGsを担当していた渡辺壮亮と平塚紗依のゲスト出演で浜松町文化放送1階サテライトスタジオから公開生放送を行い、番組のフィナーレを飾った。

### 放送時間
超!A&G＋
本放送
隔週金曜 20:00 - 21:00
リピート配信
隔週金曜 20:00 - 21:00
ニコニコ生放送
本放送
金曜 20:00 - 21:00 (放送終了後に約30分間のおまけ放送がある)
アーカイブ
文化放送A&Gチャンネルに登録すると放送終了から1か月、本放送とおまけ放送を見ることができる
2023年3月まではおまけ放送は約20分間、アーカイブの配信期間は1週間だった。
過去の放送時間
超!A&G＋
本放送：毎週金曜日 20:00 - 21:00（2021年4月9日  - 2023年3月31日）
リピート配信：毎週月曜日 8:00 - 9:00（2021年4月12日 - 2023年3月27日）

### 出演者
- 青木佑磨（学園祭学園 アコースティックギター・ボーカル）

### 代役パーソナリティー
基本的には渡辺が担当し、スケジュールの都合等がある場合は別のパーソナリティによる代打という形式になっている。
- 渡辺壮亮（嘘とカメレオン ギター・コーラス）定期的な代打パーソナリティとしての登場は2023年3月17日まで
- 橋本和　2021年5月28日配信回担当
- 湊元りょう 2021年8月20日配信回担当[5]

## コーナー
うたステ
いろんな曲を生で弾き語りするコーナー。曲のリクエストを受け付けてはいるがその中から選曲されるかどうかはわからない。
My FRIDAY
リスナーの日常で起きた出来事や、有名人の目撃情報をFRIDAYの記事風に紹介するコーナー。まず最初に送られてきたメールの「見出し」をまとめて紹介しその中で気になったものを選び「本文」を読む。
FGGGGO(フェイト・ゴゴゴゴオーダー）
第5回放送から始まった番組エンディングでのコーナーである。FGOのゲームをプレイし始めたばかりの青木佑磨がガチャを回したりゲームの進捗具合を報告する。
青木様のお夜食！
おまけ放送内のコーナー。週末の情報や女子からモテるための情報を紹介する。
最高の挨拶
2021年7月2日放送より。番組開始時のオープニング後の挨拶は『最高なフライデーナイトにしようぜ！』だったが、どうしても口に馴染まないためリスナーより募集する形になった。
We love○○ランキング
2022年4月22日より本始動。みんなの"推し"に関する 様々なランキングを募集するコーナー。
My FRIDAYが開店休業状態の間にリスナー各々が好き勝手なコーナーを送るようになった中で、2022年4月1日放送回の『We love こはちゃんランキング』が前身となって誕生した。

## 番組内での出来事
番組開始当初、エンディングで後番組の「Fate/Grand Orderカルデア・ラジオ局Plus」に対して話を振るということをしていたが、番組冒頭の数分が自分の話題に使われる申し訳なさから「迷惑がかかるかもしれないのでこれぐらいにしておこうかな」という類の発言したところ、後番組のパーソナリティーである大久保瑠美に「もっと鈍感な方がいいよ」と言われたため、第5回放送から世界一遅いFGOというコーナーが始まった。

## 放送回一覧

### 2021年
| 放送回 | 配信日   | ゲスト                                                                                   | 備考                                                                   |
| ------ | -------- | ---------------------------------------------------------------------------------------- | ---------------------------------------------------------------------- |
| 第1回  | 4月9日   | 亜咲花                                                                                   | Magic Hour p.m.8（FIVE STARS）、ヒトツメノ恋（オッドアイ）を歌唱       |
| 第2回  | 4月16日  | 小峰愛未（サンドリオン）、成海瑠奈（サンドリオン）                                       |                                                                        |
| 第3回  | 4月23日  | 天城サリー（22/7）、河瀬詩（22/7）                                                       | 嘘（学園祭学園）を歌唱                                                 |
| 第4回  | 4月30日  | なし                                                                                     | 嘘とカメレオン渡辺壮亮のザ・ゴールデン・ゴールド・ゴー・ゴー           |
| 第5回  | 5月7日   | 伊藤美来                                                                                 |                                                                        |
| 第6回  | 5月14日  | 林鼓子（Run Girls, Run!）、森嶋優花（Run Girls, Run!）、厚木那奈美（Run Girls, Run!）    | あなたの一番になりたい（南央美）を歌唱                                 |
| 第7回  | 5月21日  | 前島亜美（Pastel＊Palettes）、小澤亜李（Pastel＊Palettes）、秦佐和子（Pastel＊Palettes） |                                                                        |
| 第8回  | 5月28日  | なし                                                                                     | 橋本和のザ・ゴールデン・ゴールド・ゴー・ゴー                           |
| 第9回  | 6月4日   | 前島麻由                                                                                 |                                                                        |
| 第10回 | 6月11日  | ASCA                                                                                     |                                                                        |
| 第11回 | 6月18日  | 佐々木恵梨                                                                               | コーダ（学園祭学園）を歌唱                                             |
| 第12回 | 6月25日  | なし                                                                                     | 嘘とカメレオン渡辺壮亮のザ・ゴールデン・ゴールド・ゴー・ゴー           |
| 第13回 | 7月2日   | 豊崎愛生                                                                                 |                                                                        |
| 第14回 | 7月9日   | 石原夏織                                                                                 | ラブラブのテーマ（FIVE STARS）を歌唱                                   |
| 第15回 | 7月16日  | 桜野羽咲（ArcanaProject）、相田詩音（ArcanaProject）、花宮ハナ（ArcanaProject）          |                                                                        |
| 第16回 | 7月23日  | 霧島若歌（Mia REGINA）、上花楓裏（Mia REGINA）、ささかまリス子（Mia REGINA）             | 遠いこの街で（皆谷尚美）                                               |
| 第17回 | 7月30日  | なし                                                                                     | 嘘とカメレオン渡辺壮亮のザ・ゴールデン・ゴールド・ゴー・ゴー           |
| 第18回 | 8月6日   | 熊田茜音                                                                                 | 8月13日にリピート放送                                                  |
| 第19回 | 8月20日  | 吉咲みゆ                                                                                 | 湊元りょうのザ・ゴールデン・ゴールド・ゴー・ゴー                       |
| 第20回 | 8月27日  | なし                                                                                     | 嘘とカメレオン渡辺壮亮のザ・ゴールデン・ゴールド・ゴー・ゴー           |
| 第21回 | 9月3日   | 鈴木このみ                                                                               | だって、大好き!（COMA）を歌唱                                          |
| 第22回 | 9月10日  | 西尾夕香（Happy Around!/D4DJ）各務華梨（Happy Around!/D4DJ）                             |                                                                        |
| 第23回 | 9月17日  | なし                                                                                     | 嘘とカメレオン渡辺壮亮のザ・ゴールデン・ゴールド・ゴー・ゴー           |
| 第24回 | 9月24日  | える、ジョー・力一、童田明治（RainDrops/にじさんじ）                                     | イッツ マイ ソウル（関ジャニ∞）を歌唱                                  |
| 第25回 | 10月1日  | 岸田、ichigo（岸田教団&THE明星ロケッツ）                                                 |                                                                        |
| 第26回 | 10月8日  | JUNNA                                                                                    | 永遠という場所（ 杏子 with 山崎まさよし & スガシカオ）を歌唱           |
| 第27回 | 10月15日 | なし                                                                                     | 嘘とカメレオン渡辺壮亮のザ・ゴールデン・ゴールド・ゴー・ゴー           |
| 第28回 | 10月22日 | 若井友希、山北早紀（i☆Ris）                                                              |                                                                        |
| 第29回 | 10月29日 | 天希かのん（アニメ『サクガン』）                                                         | HONEY BEE（Jamic Spoon）を歌唱                                         |
| 第30回 | 11月5日  | 相沢梨紗                                                                                 |                                                                        |
| 第31回 | 11月12日 | 亜咲花(2度目)                                                                            | 華麗なる逆襲（SMAP）を歌唱                                             |
| 第32回 | 11月19日 | なし                                                                                     | 嘘とカメレオン渡辺壮亮のザ・ゴールデン・ゴールド・ゴー・ゴー           |
| 第33回 | 11月26日 | 降幡愛                                                                                   |                                                                        |
| 第34回 | 12月3日  | 寺島惇太                                                                                 | ダイセカイ（学園祭学園）を歌唱                                         |
| 第35回 | 12月10日 | ChouCho                                                                                  |                                                                        |
| 第36回 | 12月17日 | なし                                                                                     | 嘘とカメレオン渡辺壮亮のザ・ゴールデン・ゴールド・ゴー・ゴー           |
| 第37回 | 12月24日 | 今井麻美                                                                                 | タルチュフ（学園祭学園）を歌唱                                         |
| 第38回 | 12月31日 | 渡辺壮亮                                                                                 | 収録放送 WAR WAR! STOP IT（下町兄弟）、FOR THE DREAM（MICKEY-T）を歌唱 |

### 2022年
| 放送回 | 配信日   | ゲスト                                                               | 備考 |
| ------ | -------- | -------------------------------------------------------------------- | --- |
| 第39回 | 1月7日   | 前田佳織里、指出毬亜（ラブライブ！虹ヶ咲学園スクールアイドル同好会） | ときめきシンフォニー（学園祭学園）歌唱                                                                                      |
| 第40回 | 1月14日  | 村上まなつ、立花日菜（AiRBLUE/CUE!）                                 | |
| 第41回 | 1月21日  | 渋江アサヒ（嘘とカメレオン）                                         | 嘘とカメレオン渡辺壮亮のザ・ゴールデン・ゴールド・ゴー・ゴー 嘘とカメレオン新曲『匿名の讃歌』『プラネット・ブルー』を初公開 |
| 第42回 | 1月28日  | 安月名莉子                                                           | 夢見るバンドワゴン（Andymori）歌唱                                                                                          |
| 第43回 | 2月4日   | 仲村宗悟                                                             | |
| 第44回 | 2月11日  | ZAQ                                                                  | それを魔法と呼ぶのなら（GRAPEVINE）歌唱                                                                                     |
| 第45回 | 2月18日  | なし                                                                 | 嘘とカメレオン渡辺壮亮のザ・ゴールデン・ゴールド・ゴー・ゴー                                                                |
| 第46回 | 2月25日  | セツコ（空白ごっこ）                                                 | |
| 第47回 | 3月4日   | 宇佐美幸乃、城崎桃華（Luce Twinkle Wink☆）                           | 半永久的に愛してよ（堀江由衣）歌唱                                                                                          |
| 第48回 | 3月11日  | みあ（三月のパンタシア）                                             | |
| 第49回 | 3月18日  | なし                                                                 | 嘘とカメレオン渡辺壮亮のザ・ゴールデン・ゴールド・ゴー・ゴー                                                                |
| 第50回 | 3月25日  | 佐咲紗花                                                             | ブーケ（えなこ）歌唱 |
| 第51回 | 4月1日   | 林鼓子、森嶋優花、厚木那奈美（Run Girls, Run!）（2度目）             | |
| 第52回 | 4月8日   | 稗田寧々、村上まなつ（2度目）（DIALOGUE+）                           | パレイド（夏川椎菜）歌唱 |
| 第53回 | 4月15日  | なし                                                                 | 嘘とカメレオン渡辺壮亮のザ・ゴールデン・ゴールド・ゴー・ゴー                                                                |
| 第54回 | 4月22日  | 石原夏織(2度目)                                                      | |
| 第55回 | 4月29日  | towana、佐藤純一（fhána）                                            | ぼよよん行進曲（今井ゆうぞう・はいだしょうこ）歌唱                                                                          |
| 第56回 | 5月6日   | SennaRin                                                             | |
| 第57回 | 5月13日  | KAZUKI、SHIN（MADKID）                                               | |
| 第58回 | 5月20日  | なし                                                                 | 嘘とカメレオン渡辺壮亮のザ・ゴールデン・ゴールド・ゴー・ゴー                                                                |
| 第59回 | 5月27日  | koshi（cadode）                                                      | |
| 第60回 | 6月3日   | 鈴木みのり                                                           | |
| 第61回 | 6月10日  | 守屋亨香、緒方佑奈（DIALOGUE+）                                      | |
| 第62回 | 6月17日  | なし                                                                 | 嘘とカメレオン渡辺壮亮のザ・ゴールデン・ゴールド・ゴー・ゴー                                                                |
| 第63回 | 6月24日  | 反田葉月、進藤あまね（D4DJ/Lyrical Lily）                            | |
| 第64回 | 7月1日   | Liyuu                                                                | |
| 第65回 | 7月8日   | 大原ゆい子                                                           | |
| 第66回 | 7月15日  | なし                                                                 | 嘘とカメレオン渡辺壮亮のザ・ゴールデン・ゴールド・ゴー・ゴー                                                                |
| 第67回 | 7月22日  | LEO、OMI（Hi!Superb）                                                | |
| 第68回 | 7月29日  | 叶                                                                   | |
| 第69回 | 8月5日   | 前島麻由                                                             | |
| 第70回 | 8月12日  | むぎ (猫)                                                            | 当初は亜咲花が出演予定だった。ゲストはリモートによる出演。                                                                  |
| 第71回 | 8月19日  | なし                                                                 | 嘘とカメレオン渡辺壮亮のザ・ゴールデン・ゴールド・ゴー・ゴー                                                                |
| 第72回 | 8月26日  | 岡咲美保                                                             | |
| 第73回 | 9月2日   | 小泉椎香、柚木菜花（イケてるハーツ）                                 | |
| 第74回 | 9月9日   | 高木美佑、倉知玲鳳（D4DJ/Peaky P-key）                               | |
| 第75回 | 9月16日  | なし                                                                 | 嘘とカメレオン渡辺壮亮のザ・ゴールデン・ゴールド・ゴー・ゴー                                                                |
| 第76回 | 9月23日  | 小山百代（少女☆歌劇 レヴュースタァライト）                           | |
| 第77回 | 9月30日  | 降幡愛                                                               | |
| 第78回 | 10月7日  | きみコ（nano.RIPE）                                                  | |
| 第79回 | 10月14日 | sana（sajou no hana）                                                | 当初は鈴木このみが出演予定だった。                                                                                          |
| 第80回 | 10月21日 | なし                                                                 | 嘘とカメレオン渡辺壮亮のザ・ゴールデン・ゴールド・ゴー・ゴー                                                                |
| 第81回 | 10月28日 | 上月せれな、那谷柊優 (GuilDrops+)                                    | |
| 第82回 | 11月4日  | 工藤晴香、櫻川めぐ (Roselia)                                         | |
| 第83回 | 11月11日 | 若井友希 (i☆Ris)                                                     | |
| 第84回 | 11月18日 | なし                                                                 | 嘘とカメレオン渡辺壮亮のザ・ゴールデン・ゴールド・ゴー・ゴー                                                                |
| 第85回 | 11月25日 | seven oops                                                           | |
| 第86回 | 12月2日  | TRUE                                                                 | |
| 第87回 | 12月9日  | ReoNa                                                                | |
| 第88回 | 12月16日 | なし                                                                 | 嘘とカメレオン渡辺壮亮のザ・ゴールデン・ゴールド・ゴー・ゴー                                                                |
| 第89回 | 12月23日 | 浜の上あぐ                                                           | |
| 第90回 | 12月30日 | 渡辺壮亮、むぎ (猫)                                                  | 収録放送 |

### 2023年
| 放送回  | 配信日  | ゲスト                                           | 備考                                                                           |
| ------- | ------- | ------------------------------------------------ | ------------------------------------------------------------------------------ |
| 第91回  | 1月6日  | 天城サリー、雨夜音 (22/7)                        |                                                                                |
| 第92回  | 1月13日 | angela                                           |                                                                                |
| 第93回  | 1月20日 | なし                                             | 嘘とカメレオン渡辺壮亮のザ・ゴールデン・ゴールド・ゴー・ゴー                   |
| 第94回  | 1月27日 | 土岐隼一                                         |                                                                                |
| 第95回  | 2月3日  | 桜野羽咲、花宮ハナ、相田詩音（ARCANA PROJECT）   |                                                                                |
| 第96回  | 2月10日 | koshi（cadode）                                  |                                                                                |
| 第97回  | 2月17日 | なし                                             | 嘘とカメレオン渡辺壮亮のザ・ゴールデン・ゴールド・ゴー・ゴー                   |
| 第98回  | 2月24日 | FRAM                                             |                                                                                |
| 第99回  | 3月3日  | 青山吉能                                         |                                                                                |
| 第100回 | 3月10日 | 進藤あまね、Ayasa（Morfonica）                   |                                                                                |
| 第101回 | 3月17日 | なし                                             | 「嘘とカメレオン渡辺壮亮のザ・ゴールデン・ゴールド・ゴー・ゴー」としては最終回 |
| 第102回 | 3月24日 | 伊達さゆり、薮島朱音（Liella!）                  |                                                                                |
| 第103回 | 3月31日 | 安月名莉子                                       |                                                                                |
| 第104回 | 4月14日 | 羊宮妃那、林鼓子（MyGO!!!!!）                    |                                                                                |
| 第105回 | 4月28日 | 鈴木愛奈                                         |                                                                                |
| 第106回 | 5月12日 | 斉藤朱夏                                         |                                                                                |
| 第107回 | 5月26日 | 黒木ほの香、汐入あすか、小峯愛未（サンドリオン） |                                                                                |
| 第108回 | 6月9日  | 佐藤ミキ                                         |                                                                                |
| 第109回 | 6月23日 | Misato、Hitomi（EverdreaM）                      |                                                                                |

## フロート番組

### 渡辺壮亮・浜乃上あぐのRadioGiGs
20時40分ごろから配信されていた動画番組。2023年4月14日開始。

渡辺壮亮が講師となり、A&G宣伝キャラクターである浜乃上あぐ(CV:平塚紗依)にギターの魅力と演奏術を伝えていく番組。
番組内での放送は約10分程度だが、放送後にニコニコ動画の文化放送A&Gチャンネルにディレクターズカット版がアップロードされる。
また、番組公式Twitterにてその回の放送内容をまとめたマンガが公開されている。

#### コーナー
- ギターに関する疑問・質問

その名のとおりギターやそれ以外の音楽についての質問をリスナーから募集、渡辺が答えていくコーナー。
- 俺のギターを聴け！

リスナーから演奏音源を募り、紹介するコーナー。
- 俺とバンドやろうぜ！

バンドメンバーを募集しているリスナーを募り、番組を通じてバンドメンバーを探すコーナー。